# Comment ça va

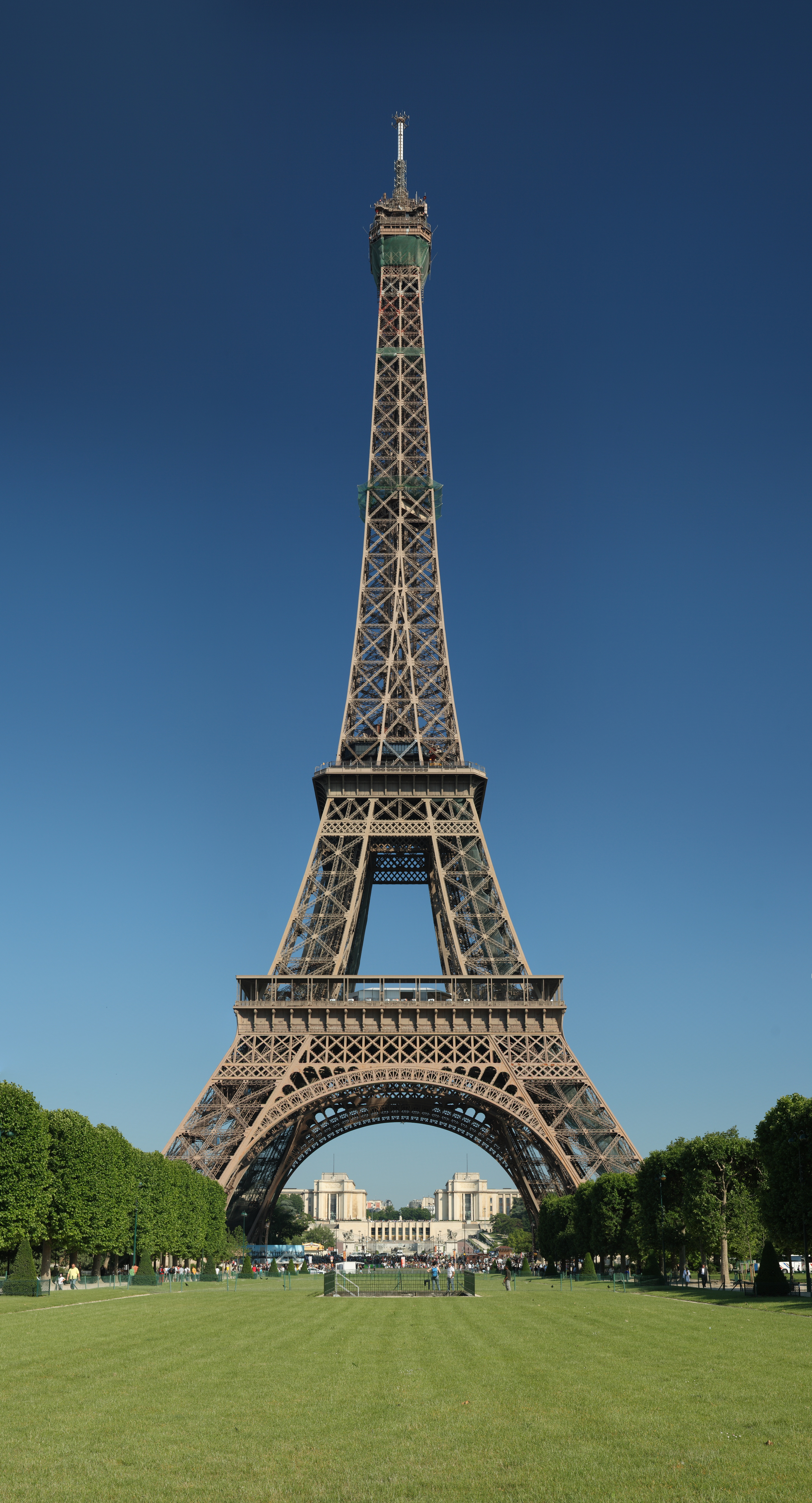
Låten "Comment ça va" handlar om ett kärleksmöte i Paris.

Comment ça va, skriven av Bernd Meinunger och Eddy de Heer, är en countrylåt som i original spelades in av gruppen The Shorts från Nederländerna och var en internationell hit 1983. Den handlar om kärlek i Paris.

## Singeln
På försäljningslistorna för singlar placerade den sig som högst på femte plats i Österrike, sjätte plats i Schweiz och åttonde plats i Österrike.

### Låtlista
1. Comment ça va - 3:33
2. Comment ça va (engelskspråkig version) - 3:27

## Coverversioner
Ingela "Pling" Forsman skrev en text på svenska, som också heter "Comment ça va", som ibland fått tillägget "Jag visste inte vad han sa" och handlar om kärlek i Paris, och den versionen spelades in av bland andra Kikki Danielsson på albumet Singles Bar 1983 , och hon släppte den på singel med "Du skriver dina kärlekssånger" som B-sida . Kikki Danielssons inspelning var en hit i Norden i mitten av 1983 i samband med att hon sommarturnerade i Sverige , och placerade sig som högst på tredje plats på den norska singellistan.
Dansbandet Ingmar Nordströms spelade på albumet Saxparty 10 1983 också in den svenskspråkiga texten, som ibland fått tillägget "ja, det var orden som hon sa" , och släppte den också på singel samma år, med "Midnight Blue" som B-sida .

## Listplaceringar

### The Shorts
| Lista (1983) | Topplacering |
| ------------ | ------------ |
| Norge        | 8            |
| Schweiz      | 6            |
| Österrike    | 5            |

### Kikki Danielsson
| Lista (1983) | Topplacering |
| ------------ | ------------ |
| Norge        | 3            |